# 克利夫頓 (新南威爾士州)
克利夫頓（英語：Clifton）是澳大利亞新南威爾士州的海邊小鎮，位於悉尼與臥龍崗之間，建立在太平洋與伊拉瓦拉懸崖之間狹窄的土地之上。該鎮曾經有火車服務，車站於1915年已經關閉。